# غضنفرالسلطنه برازجانی
میرزا محمدخان برازجانی ملقب به غضنفرالسلطنه برازجانی (۱۲۵۲–۱۳۰۸ خورشیدی)، ادیب، شاعر، والی برازجان و از تأثیر گذاران قیام جنوب در مقابل هجوم بریتانیا بود.
از اقدامات مهم غضنفر السلطنه اتحاد با مجاهدین و یاری رسانی شیخ حسین خان چاه کوتاهی و زایر خضر خان اهرمی در آخرین حلقه مقاومت مجاهدین در نبرد «سربست چغادک» علیه نیروهای انگلیسی (ذیحجه ۱۳۳۶ق/ سپتامبر ۱۹۱۸م) با سیصد نفر تفنگچی بود. وی در این نبرد از تملک اقتصادی خود هزینه نمود. در این نبرد شیخ محمدحسین برازجانی نیز شرکت داشت. مسترچیک کنسول انگلیس در بوشهر همراه با دریا بیگی از غضنفرالدوله خواستند دست از جنگ بکشد که او نظر آن‌ها را رد کرد. پس از آن نیروهای مجاهدین رو به اضمحلال رفتند و بتدریج چاهکوتاه، اهرم و برازجان بدست انگلیسی‌ها و پلیس جنوب مورد هجوم قرار گرفت و سران مجاهدین مجبور به جنگ و گریزهای نامنظم و پناه بردن به کوه‌ها شدند. در ۲۱ محرم ۱۳۳۷ قمری (۲۳ اکتبر ۱۹۱۸م) قوای انگلیس برازجان را اشغال کردند. غضنفرالسلطنه به اردوی خود در کوه‌های لرده -گیسکان- پیوست. بتدریج جاده بوشهر-شیراز تحت کنترل انگلیسی‌ها درآمد. وی با روی کار آمدن مصدق به سمت والی فارس دوباره موقعیت خود را بازیافت. میرزا محمدخان به لرده که مکانی کوهستانی و نزدیک جاده شیراز بود رفت و شبها به سپاهیان انگلیس شبیخون می‌زد. قشون انگلیس برای دفع وی عازم لرده شد. مردان و زنان لرده ای به پشتیبانی از میرزامحمدخان با سپاهیان انگلیس آماده نبرد شدند که از آن دلاوران می‌توان حاجی و فرهاد فرزندان رئیس ملک – مشهدی علیباز- رئیس حسین – غلامرضا –نظام و از زنان جنگجو – سوگل – جانی – سلطان و گل عنبر را نام برد. در لرده بین شش تا نه زن یک تیپ انگلیسی را تار و مار می‌کنند. با تغییر موضع محمدخان جنگ سپس به قلعه رودفاریاب کشیده شد.
غضنفرالسلطنه بعلت هماهنگی با شورش علیه رضاخان مورد غضب حکومت مرکزی قرار گرفت. در پی اعلام سیاست خلع سلاح جنوب توسط حکومت مرکزی پهلوی اول، در ۴ آذر ۱۳۰۸ خورشیدی با مأموریت فوج گارد نادری قتل غضنفرالسلطنه نیز تصویب شد و وی در شب ۲ اسفند ۱۳۰۸ خورشیدی در نزدیکی آرامگاه شاه پسرمرد دشتستان کشته شد. قتل وی همچنین در شب ۲۲ رمضان مطابق اواخر بهمن ۱۳۰۸ خورشیدی توسط یکی از گماشتگان دولت پهلوی نقل شده‌است.